# Volta a Llombardia 1931
La Volta a Llombardia 1931 fou la 27a edició de la Volta a Llombardia. Aquesta cursa ciclista organitzada per La Gazzetta dello Sport es va disputar el 25 d'octubre de 1931 amb sortida i arribada a Milà després d'un recorregut de 234 km.
Alfredo Binda (Legnano-Hutchinson) guanyà per quart cop la prova. Darrere seu quedaren els seus compatriotes Michele Mara (Bianchi-Pirelli) i Giovanni Firpo (Gloria-Hutchinson).

## Desenvolupament
La prova es comença a decidir a la pujada de Madonna del Ghisallo. Learco Guerra punxa en el seu inici i Binda ho aprofita per atacar. Tot i això, serà Remo Bertoni qui coroni primer i en solitari seguit de Luigi Marchisio. Abans de Como s'uneixen tots dos corredors però Marchisio es queda sense forces marxant Bertoni en solitari al capdavant de la cursa fins que és atrapat per Binda que el deixarà enrere per guanyar en solitari amb més de divuit minuts d'avantatge.

## Classificació general
|    | Ciclista          | Equip              | Temps      |
| -- | ----------------- | ------------------ | ---------- |
| 1  | Alfredo Binda     | Legnano-Hutchinson | 8h 29' 00" |
| 2  | Michele Mara      | Bianchi-Pirelli    | + 18' 33"  |
| 3  | Giovanni Firpo    | Gloria-Hutchinson  | m. t.      |
| 4  | Luigi Marchisio   | Legnano-Hutchinson | m. t.      |
| 5  | Alfredo Bovet     | Bianchi-Pirelli    | m. t.      |
| 6  | Allegro Grandi    | Bianchi-Pirelli    | m. t.      |
| 7  | Agostino Bellandi | Individual         | + 24' 00"  |
| 8  | Gugliemo Marin    | Touring-Pirelli    | + 25' 30"  |
| 9  | Theo Heimann      | Individual         | m. t.      |
| 10 | Antonio Pesenti   | Individual         | + 30' 00"  |